# Karakamani
Karakamani war ein nubischer König, der wohl am Ende des 6. oder Anfang des 5. vorchristlichen Jahrhunderts regierte.
Karakamani ist bisher nur von seiner Pyramide Nu 7 in Nuri und einigen Votivopfern mit seinem Namen aus Meroe bekannt.